# Curve (magazine)
Pour les articles homonymes, voir Curve.
Curve est le magazine lesbien le plus vendu aux États-Unis. Il couvre des sujets d'actualité, de politique, de société, incluant des interviews de célébrités, des articles de vie pratique, des articles sur la culture, la mode et les voyages. Il est fondé par Frances Stevens.
Le magazine s'est tout d'abord appelé Deneuve en mai 1991, et fut renommé en 1996 après un conflit de marque avec l'actrice française Catherine Deneuve.